# Politica externă a lui Ștefan cel Mare

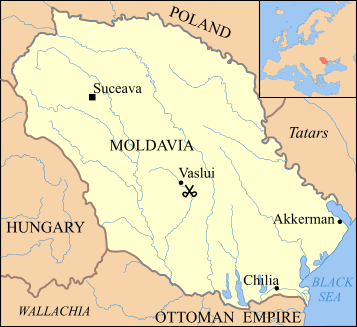
Moldova în timpul lui Ștefan cel Mare

Ștefan cel Mare, fiul lui Bogdan al II-lea, a fost domnul Moldovei între anii 1457 și 1504. Calitățile umane, cele de om politic, de strateg și de diplomat, acțiunile sale fără precedent pentru apărarea integrității țării, inițiativele pentru dezvoltarea culturii au determinat admirația unor iluștri contemporani, iar grație tradiției populare a fost transformat într-un erou legendar.

## Obținerea domniei
La 11 februarie și 5 iulie 1450, prin două acte emise la Roman, respectiv la Suceava, domnul Moldovei, Bogdan al II-lea, tatăl lui Ștefan cel Mare, a prestat omagiu față de Ioan de Hunedoara, guvernatorul Regatului Ungariei. Acest fapt a provocat reacția Poloniei. La 15 octombrie 1451 Bogdan al II-lea a fost ucis la Reuseni de către Petru Aron, cu sprijinul unei părți a boierimii moldovene. După uciderea tatălui său Bogdan, Ștefan vine cu oaste, ajutat de Vlad Țepeș, domnul Țării Românești, și - după înfrângerea lui Petru Aron în „tina de la Doljești”, la 12 aprilie și la Orbic pe 14 aprilie 1457 - merge la Suceava și pe locul ce se chema câmpia Direptății, lângă cetatea de scaun, întreabă pe toți de față, dacă le este cu voie să le fie domn. Întreaga adunare în frunte cu mitropolitul Teoctist, boieri, târgoveți, ostași și „toată țara” proclamară pe Ștefan ca domn legiuit al Moldovei în scaunul părinților și strămoșilor lui.
Ioan de Hunedoara l-a sprijinit pe fiul lui Bogdan al II-lea, Ștefan cel Mare, pe scaunul Moldovei. Nu a reușit însă să-l impună pe tron, din cauza frontului antiotoman. Ioan de Hunedoara a murit după victoria de la Belgrad (1456) asupra sultanului Mahomed al II-lea, cuceritorul Constantinopolului.
Linia politică a lui Ioan de Hunedoara a fost dusă mai departe de Matia Corvinul, fiul său, devenit rege al Ungariei în 1458.
În primăvara anului 1457 Ștefan, susținut de partida boierească din Țara de Jos și un corp de oaste muntean, l-a învins pe Petru Aron, interpusul polon, care s-a refugiat în Polonia împreună cu susținătorii săi.

## Vasal al Poloniei
În aprilie 1459 Ștefan l-a recunoscut pe regele Poloniei ca suzeran, și i-a lăsat cetatea Hotinului. A promis că se va închina personal când va veni regele în regiunea de graniță. Jurământul a fost confirmat în 2 martie 1462, când au jurat separat mitropolitul și boierii. Obediența față de Polonia l-a făcut pe Matia Corvinul să-l considere pe Ștefan drept trădător.
În iunie 1462 Ștefan a profitat de ofensiva otomană pornită împotriva Țării Românești și Regatului Ungariei, și a asediat fără succes pe 22 iunie garnizoana ungară de la Chilia, staționată acolo în urma acordului ungaro-moldav din 1448, încheiat între Ioan de Hunedoara și Petru al II-lea al Moldovei. Eșecul asediului a fost urmat de un eșec în confruntarea militară de la hotarele Țării Românești. Doar în ianuarie 1465 Ștefan a reușit să ocupe Chilia, cu ajutorul târgoveților din cetate, care au fost răsplătiți cu privilegii.

## Criza relațiilor cu Regatul Ungariei

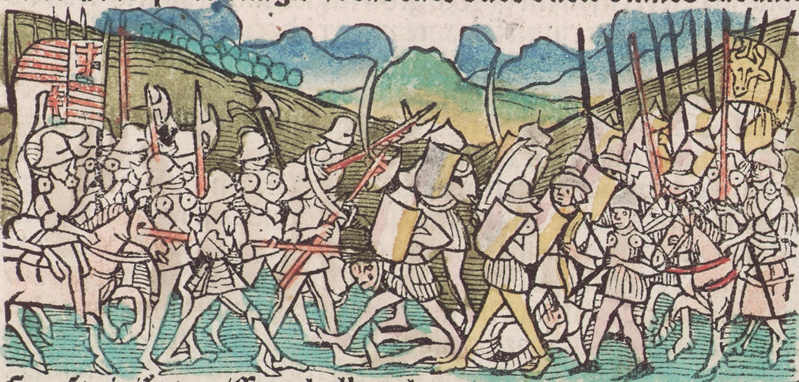
Bătălia de la Baia

Relațiile cu regele Ungariei s-au acutizat în jurul anului 1467. Pretendentul la tron, Petru Aron, era adăpostit de câțiva ani în Ungaria, unde se refugiase după jurământul de vasalitate prestat de Ștefan față de Polonia. 
Poziția regelui Matia față de Ștefan era neschimbată, anume pretenția omagiului și supunerii din partea domnului moldovean. Acesta, închinat regelui polon, a profitat și de conflictul ivit între Cazimir al IV-lea și Matia Corvinul, regele polon pretinzând pentru sine coroana Ungariei. În 1467 Ștefan a sprijinit răscoala sașilor și a marii nobilimi transilvănene împotriva regelui Matia. După ce acesta a redobândit controlul asupra situației, unii dintre capii răscoalei s-au refugiat la curtea lui Ștefan. Matia Corvinul a profitat de venirea sa din Ungaria în Transilvania însoțit de o oaste compusă din 8.000 de călăreți și 4.000 de pedestrași, și a intrat în Moldova cu scopul de a tranșa problema moldoveană în favoarea intereselor ungare. A adus cu el doi pretendenți la tron. În timpul campaniei regale ungare împotriva sa Ștefan s-a confruntat și cu o răbufnire a opoziției partidei boierești ostile. După un moment de negocieri la Roman, oastea regală a luat prăzi în animale și oameni din teritoriile prin care a trecut și s-a așezat la Baia, aproape de trecătorile spre Ardeal.
Bătălia care s-a dat la Baia, în condiții neprielnice unei desfășurări de forțe – teren mlăștinos dominat de înălțimile din jur, a fost câștigată de Ștefan cel Mare în noaptea de 14 spre 15 decembrie 1467. Chiar și regele a fost rănit și o parte a oastei a pierit în luptă. Victoria lui Ștefan i-a permis acestuia să tranșeze relațiile cu boierii infideli, care au fost uciși după bătălie. Puterea suzerană, Polonia, nu a intervenit direct în conflict, ci doar pe plan diplomatic, cerând explicații regelui maghiar care a dus o campanie împotriva unui vasal al său. S-a apelat la Scaunul Papal împotriva regelui maghiar.

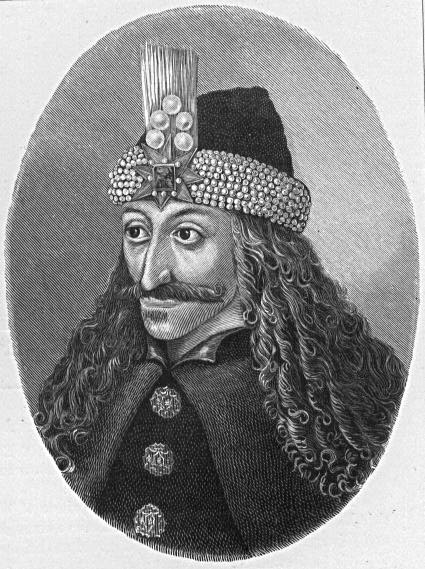
Vlad Țepeș

În anul următor Ștefan a confirmat printr-un nou jurământ supunerea față de regele polon, prin delegați, dar a refuzat să se prezinte personal la Lvov să presteze omagiul, invocând pericolul unui atac otoman, maghiar sau muntean.
În 1469 a jefuit regiunile Rodnei și Băii Mari, ca represalii împotriva Ungariei pentru sprijinirea pretendentului Petru Aron. In replică, pretendentul la tron a fost trimis de unguri cu un corp expediționar să ocupe tronul Moldovei, dar a fost înfrânt în Bătălia de la Orbic. Prin îndepărtarea acestui pretendent periculos, a fost consolidată domnia și autoritatea lui Ștefan.
Acțiunile antiotomane au început prin conflictul dintre Ștefan și Radu cel Frumos. Încă în 1468 se zvonea despre iminența unui război. Conflictul a început din cauza Chiliei, iar el a fost transformat într-o dușmănie deschisă între cei doi domni. Ștefan a ars târgurile muntene de graniță în 1470 și 1471. Punctul culminant a fost atins în campania din 1473, când oștile moldovene au ajuns până la cetatea Dâmboviței și l-au alungat pe domnitor. Familia lui a fost capturată și adusă în Moldova. L-a înscăunat pe Laiotă Basarab, care a fost alungat după o lună de Radu, venit cu o armată turcească. Regele polon a încercat să medieze pacea între cei doi domni, însă Ștefan a refuzat. O nouă campanie l-a înscăunat pe același Basarab, care după scurt timp s-a închinat turcilor și efortul lui Ștefan a fost zădărnicit. În 1474 a încercat să își impună voința în Muntenia, luptând contra lui Basarab, distrugând cetățile muntene.
Intervențiile în Țara Românească au atras reacția otomană. Prima campanie s-a desfășurat sub conducerea unui pașă, Soliman. Turcii l-au somat să plătească tributul restant și să predea cele două cetăți maritime. Victoria de la Vaslui din ianuarie 1475 l-a lansat în fruntea cruciadei, fiind considerat un urmaș al lui Iancu de Hunedoara, un adevărat atlet al lui Hristos, cum îl numea papa.

## Vasalitatea față de Ungaria

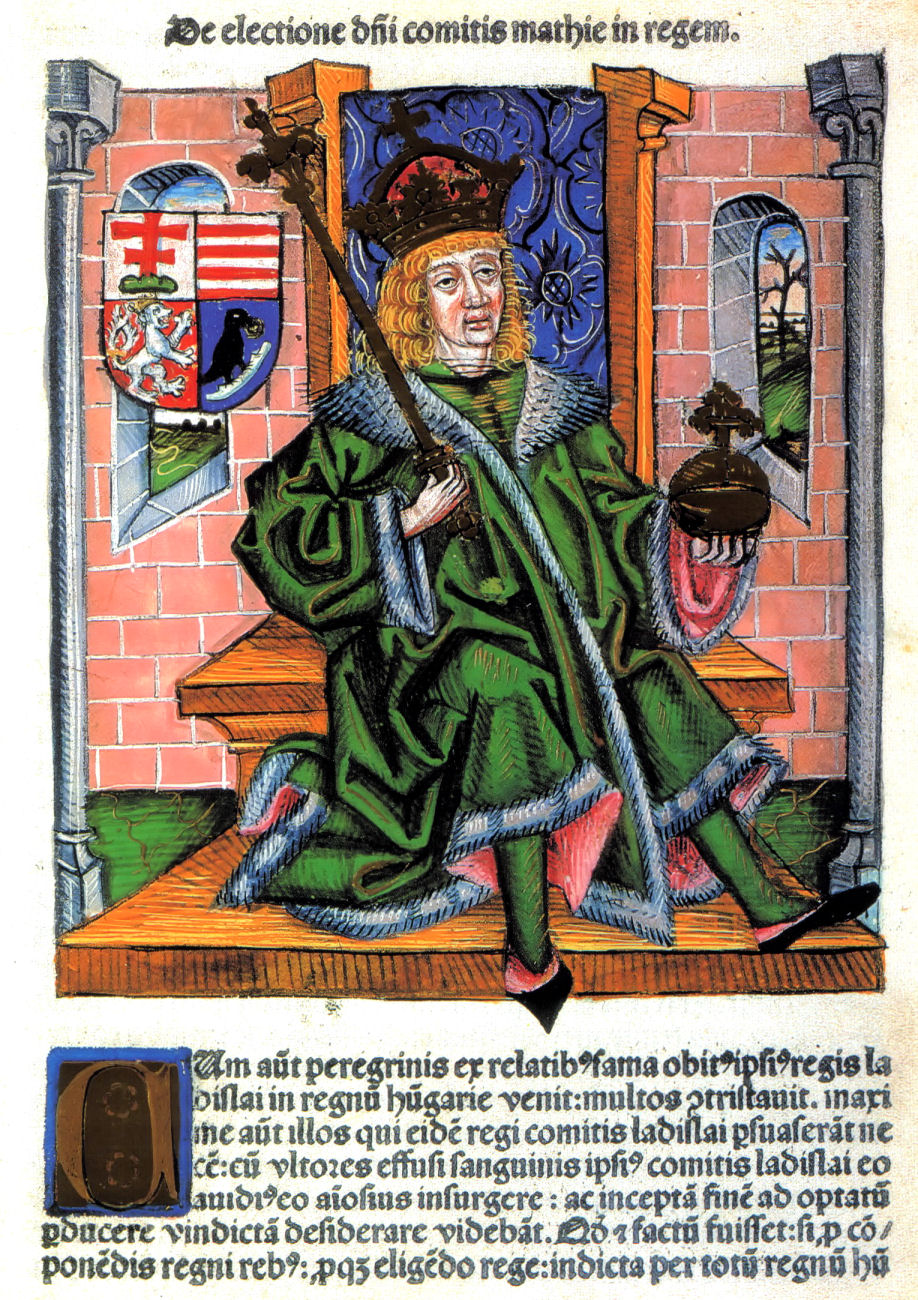
Matia Corvin

Așteptându-se la o nouă confruntare decisivă cu turcii, în condițiile în care polonezii nu erau pentru război, Ștefan s-a închinat prin delegați regelui maghiar, Matia Corvin. Omagiul față de regele maghiar a fost materializat prin ajutorul dat de unguri în a doua mare confruntare cu turcii. În 1476 Ștefan a fost înfrânt de armata sultanului, dar acesta s-a retras după ce nu a reușit să ocupe cetățile din nordul țării, nu a mai avut aprovizionare cu hrană pentru oaste și din cauza apropierii oștii maghiare. Ideea de cruciadă s-a reaprins la curtea maghiară, regele fiind angrenat și pe frontul bosniac. La sfatul domnului moldovean, Matia l-a înscăunat pe Vlad Țepeș în Țara Românească, care a sfârșit tragic după scurt timp.
Ștefan a primit de la Matei două feude în Transilvania, Cetatea Ciceului și Cetatea de Baltă, unde și-a numit proprii pârcălabi.
În 1483 s-a negociat o pace între sultan și Matia Corvin, în care, din neatenția redactorului maghiar, cancelarul, a fost uitată o clauză care să protejeze Moldova. 
Încheierea păcii între turci și unguri l-a readus pe Ștefan la obediența față de polonezi. Spera să poată rezista presiunilor otomanilor, care doreau cele două cetăți de la Marea Neagră. În 1480 a fost încheiat un acord cu turcii, prin care Ștefan a acceptat plata tributului. În ciuda acestui fapt, turcii au ocupat cele două cetăți în 1484.
Ștefan a sperat în ajutorul regelui polonez și a prestat personal omagiul la Colomeea în septembrie 1485. În acest timp o oaste otomană a adus în țară un pretendent, care nu a reușit să se impună. În cele din urmă în 1487 Ștefan a acceptat din nou plata tributului către Poarta Otomană.
După 1489 relațiile lui Ștefan cu Polonia s-au înrăutățit din cauza supunerii domnului moldovean față de regele Ungariei. Chiar dacă după 1490 în Ungaria era un rege din dinastia poloneză a Iagellonilor (Vladislav al II-lea), regele polonez Ioan Albert nu a renunțat la planurile de a readuce Moldova sub obediența sa. În 1494 el a plănuit înlocuirea lui Ștefan cu Sigismund, fratele mai mic al regelui Poloniei. Pretextul oficial al campaniei poloneze din Moldova din 1497 era eliberarea cetăților Chilia și Cetatea Albă. Asediul Sucevei a eșuat. În același timp, Ștefan a fost ajutat de 2000 de ostași turci și de 12000 de ostași maghiari. În fața presiunilor militare și diplomatice, Ioan Albert al Poloniei a abandonat planul de înlăturare a domnitorului moldovean. Pe drumul de retragere, Ștefan l-a atacat pe regele polonez la Codrii Cosminului în 26 octombrie 1497. Ca represalii, în anul următor Ștefan și-a trimis oștile pentru pradă în Polonia. După repetate schimburi de solii și cu medierea Ungariei, între Moldova și Polonia s-a încheiat o pace în 1499.

## Concluzii
Victoriile militare și lunga domnie, care a asigurat stabilitate și dezvoltare țării, l-au consacrat pe Ștefan cel Mare ca cel mai mare domnitor al Moldovei. El a știut adesea să profite de conjunctura internațională pentru a oferi țării și domniei o poziție favorabilă în contextul transformărilor politice și militare care s-au succedat în această parte a Europei în a doua jumătate a secolului al XV-lea.